# Тома Беро
Тома Беро(фр. Thomas Béraud) је био двадесети велики мајстор витезова Темплара. На тој функцији био је од 1256. до 1273. Тома је писао Хенрију III обавештавајући га о ситуацији у Светој земљи за коју је рекао да је ″очајна″. Окренуо се осталим витешким редовима позивајући их на сарадњу, ово се пре свега односило на Хоспиталце и Тевтонске витезове. Темплари су преживели велики пораз 1266. када су изгубили утврђени град Сафед.
Град је изгубљен због хришћанског савеза са Монголима у борби против муслимана. Када је освојио град египатски султан Мамлук је захтевао од преживелих витезова да пређу у ислам, пошто су они то одбили наредио је да се сви посеку. Следећи град који је Мамлук освојио био је (енгл. Antioch), освајање овог града значило је да су темпларска утврђења у Аману сада била лака мета. Утврђење (енгл. Gaston) које се налазило на путу за Сирију бранио је мали гарнизон темплара који се по наређењу великог мајстора повукао пред надолазећом муслиманском војском према утврђењу (енгл. Roche-Guillaume) које се налазило у Сирији. Витезови су се из овог утврђења повукли ка (енгл. Chastel Blanc), још једној својој тврђави да би се на крају морали повући и из ње у фебруару 1271. Након предавања ове тврђаве султану потписано је десетогодишње примирје између хришћана и муслимана.
Тома Беро умире 25. марта 1273. На месту великог мајстора наследио га је Гијом де Бож.